# Zombiegeddon
Zombiegeddon è un film del 2003, diretto da Chris Watson, distribuito in home video dalla Troma.
Il film presenta alcuni camei di personaggi divenuti icone del genere horror-splatter, come il regista fondatore della Troma Lloyd Kaufman, il regista tedesco Uwe Boll, il creatore di effetti speciali Tom Savini, l'attore pornografico Ron Jeremy e l'attore Trent Haaga.

## Trama
La cittadina di Tromaville viene invasa da un gruppo di zombi. I poliziotti Cage (Ari Bavel), violento e cinico, e Mark Argento (Mark Adams), più riflessivo, dovranno difendere gli abitanti della cittadina dall'invasione.
Mark Argento, ricordandosi degli insegnamenti del padre cacciatore di zombi, scoprirà che gli zombi sono delle creature aliene comandate da un demone per conquistare il mondo.

## Collegamenti ad altre pellicole
- La sequenza in cui il detective Cage obbliga, pistola alla mano, quattro ragazzi in macchina a dire frasi volgari e a baciarsi mentre simula una masturbazione rimanda ad un'analoga sequenza presente in Il cattivo tenente, diretto da Abel Ferrara nel 1992, in cui Harvey Keitel, il tenente del titolo, obbliga due ragazze a commettere gesti osceni mentre lui si masturba.
- Verso la fine del film, il detective Cage viene chiamato maniac cop, titolo di un film diretto da William Lusting nel 1988.